# 링컨 (2012년 영화)
《링컨》(Lincoln)은 2012년 스티븐 스필버그 감독의 에이브러햄 링컨의 전기를 다룬 전기 시대극 영화이다. 다니엘 데이 루이스가 미국의 대통령 에이브러햄 링컨으로 출연했다. 영화에는 또한 샐리 필드, 데이비드 스트러세언, 조셉 고든 레빗, 제임스 스페이더, 핼 홀브룩, 토미 리 존스등이 조연으로 출연했다. 토니 커시너가 각본을 썼으며, 링컨이 죽기 네 달 전인 1865년 1월 미국 하원에 미국 수정 헌법 제13조을 통과시키기 위한 노력을 그려낸 도리스 컨스 굿윈의 전기 《권력의 조건》을 바탕으로 했다.
스필버그와 자주 합작을 했었던 캐슬린 케네디가 각자의 제작사 앰블린 엔터테인먼트, 더 케네디/마셜 컴파니를 통해 영화를 제작했다. 촬영은 2011년 10월 17일에 시작되어 2011년 12월 19일에 완료되었다. 2012년 10월 8일 뉴욕 영화제에서 첫 상영되었다. 20세기 폭스, 드림웍스 픽처스, 파티시펀트 미디어가 공동 제작하였으며, 2012년 11월 9일 터치스톤 픽쳐스를 통해 북미에서 극장 상영되었다. 20세기 폭스를 통해선 해외에 상영되었다.
《링컨》은 비평적 찬사를 받았으며 특히 배우들의 연기에 관한 것이었다. 2012년 12월, 골든 그로브 시상식에서 스필버그의 골든 극영화 부문 작품상, 영화 부문 감독상을 포함한 7개 부문 후보에 올랐고 데이 루이스가 극영화 부문 남우주연상을 수상했다. 제85회 아카데미상에서 작품상, 감독상을 포함한 12개 부문 후보에 올랐고, 미술상과 데이 루이스의 남우주연상을 수상했다. 박스오피스에서 2억 7500만 달러의 수익을 거두며, 상업적 성공도 이루었다.

## 줄거리
1865년 1월, 미국 대통령 에이브러햄 링컨은 남북 전쟁이 곧 아메리카 연합국의 패배로 끝날 것이라고 예상한다. 그는 1863년의 노예 해방 선언이 전쟁 후에 법원에서 폐기될 수 있으며, 제안된 수정 헌법 제13조가 돌아오는 노예주들에 의해 부결될 것을 우려한다. 그는 해방된 노예들이 다시 노예가 될 가능성을 막기 위해 수정안을 미리 통과시키는 것이 필수적이라고 느낀다.
공화당 급진파는 수정안이 통과를 지연시키려는 일부에 의해 부결될 것을 우려한다. 주 내 공화당원들의 지지는 아직 확실하지 않다. 수정안은 또한 통과를 위해 여러 민주당 하원의원들의 지지가 필요하다. 1864년 재선 캠페인에서 패배한 수십 명의 민주당 의원들이 레임덕 상태이므로, 링컨의 일부 고문들은 그가 새로운 공화당이 다수를 차지하는 의회를 기다려야 한다고 생각한다.
링컨의 희망은 공화당의 창립자이자 주 보수파 의원들을 설득할 영향력을 가진 프랜시스 프레스턴 블레어에게 달려 있다. 두 아들이 북군에서 복무 중인 블레어는 봄 해빙이 오고 군대가 다시 행진하기 전에 적대 행위를 끝내고 싶어 한다. 그의 지지에 대한 대가로 블레어는 링컨이 그가 연합국 정부와 평화 협상을 하도록 허락해야 한다고 주장한다. 그러나 링컨은 수정안에 대한 상당한 지지가 협상된 평화를 받아들일 수 없는 공화당 급진파로부터 온다는 것을 알고 있다. 블레어의 지지 없이는 진행할 수 없었으므로, 링컨은 마지못해 그의 임무를 승인한다.
한편, 링컨과 국무장관 윌리엄 H. 수어드는 수정안에 대한 민주당 표를 확보하기 위해 노력한다. 링컨은 레임덕 민주당 의원들에게 집중하자고 제안한다. 그들은 더 자유롭게 투표할 수 있고 곧 일자리가 필요할 것이기 때문이다. 링컨은 두 번째 임기를 시작하면서 채울 많은 연방 직책이 있을 것이다. 민주당원들에게 금전적인 뇌물을 제공하는 것을 꺼렸음에도 불구하고, 링컨과 수어드는 요원들에게 연방 직책 제안과 교환하여 민주당 하원의원들과 접촉하도록 승인한다. 한편, 링컨의 아들 로버트 토드 링컨은 법학대학원에서 돌아와 학업을 중단하고 북군에 입대하여 아버지의 그림자 밖에서 명예와 존경을 얻으려 한다고 발표한다. 링컨은 마지못해 로버트에게 장교 임관을 확보해 준다. 영부인 메리 토드 링컨은 로버트가 죽을까 봐 두려워하며 남편에게 수정안을 통과시키고 전쟁을 끝내라고 압력을 가하며, 실패하면 그에게 불행이 닥칠 것이라고 경고한다.
미국 하원에서의 토론의 중요한 순간에, 인종 평등 옹호자인 새디어스 스티븐스는 자신의 입장을 완화하고 수정안이 실제적 평등의 선언이 아닌 법적 평등만을 의미한다고 주장하는 데 동의한다. 한편, 연합국 특사들은 링컨과 만나 평화 조건을 논의할 준비가 되어 있지만, 링컨은 수정안이 하원 표결에 임박함에 따라 그들을 워싱턴 D.C. 밖에 머물게 지시한다. 그들의 임무에 대한 소문이 돌자 민주당과 보수 공화당 모두 표결 연기를 주장한다. 링컨은 신중하게 표현된 성명에서 워싱턴에 특사가 있다는 것을 부인하고, 표결은 진행되어 두 표 차이로 통과된다. 방청석에 있던 흑인 방문객들은 환호하고, 스티븐스는 혼혈인인 그의 "가정부"이자 연인인 여자에게 돌아간다.
링컨이 연합국 특사들과 만났을 때, 그는 북부가 수정안 비준에 단결했고 남부 주들의 재건된 의회 중 일부도 비준에 투표할 것이므로 노예제를 복원할 수 없다고 말한다. 그 결과 평화 협상은 실패하고 전쟁은 계속된다. 4월 3일, 링컨은 피터스버그의 전장을 방문하고 율리시스 S. 그랜트 중장과 대화한다. 4월 9일, 그랜트는 애퍼매턱스 코트 하우스에서 로버트 E. 리 장군의 항복을 받는다. 4월 14일, 링컨은 포드 극장으로 떠나기 전 흑인의 참정권을 부여하기 위한 미래 조치들을 논의하기 위해 내각 구성원들을 만난다. 그날 밤, 링컨의 아들 태드 링컨이 그로버 극장에서 연극을 보고 있을 때, 극장 지배인이 연극을 멈추고 대통령이 총에 맞았다고 발표한다.
다음 날 아침, 피터슨 하우스에서 링컨은 평화로운 표정으로 사망한다. 플래시백에서는 링컨이 3월 4일 두 번째 취임 연설을 "누구에게도 악의 없이, 모두에게 자비롭게"라는 말로 마치는 장면이 나온다.

## 출연진
링컨 가
- 대니얼 데이 루이스 - 에이브러햄 링컨
- 샐리 필드 - 메리 토드 링컨
- 글로리아 루벤 - 엘리자베스 케클리
- 조셉 고든 레빗 - 로버트 토드 링컨
- 걸리버 맥그래스 - 태드 링컨
- 스티븐 헨더슨 - 윌리엄 슬레이드
- 엘리자베스 마블 - 졸리

북군
- 애덤 드라이버 - 새뮤얼 벡위드
- 재러드 해리스 - 율리시스 S. 그랜트
- 아사 루크 투크로우 - 엘리 S. 파커
- 콜먼 도밍고 - 해럴드 그린 이병
- 데이비드 오옐러워 - 아이라 클락 상병
- 루커스 하스 - 첫 번째 백인 병사
- 데인 드한 - 두 번째 백인 병사

백악관
- 데이비드 스트라선 - 윌리엄 H. 슈어드
- 브루스 맥길 - 에드윈 M. 스탠턴
- 조지프 크로스 - 존 헤이
- 제러미 스트롱 - 존 조지 니컬레이
- 그레인저 하인스 - 기디언 웰스
- 리처드 토폴(Richard Topol) - 제임스 스피드
- 데이킨 매슈스 - 존 팔머 어셔
- 월트 스미스(Walt Smith) - 윌리엄 P. 페슨덴
- 제임스 아이크 에이클링(James Ike Eichling) - 윌리엄 데니슨

하원
- 토미 리 존스 - 새디어스 스티븐스
- 리 페이스 - 페르난도 우드
- 피터 맥로비 - 조지 H. 펜들턴
- 빌 레이먼드 - 스카일러 콜팩스
- 데이비드 코스타빌 - 제임스 애슐리
- 스티븐 스피넬라 - 아사 빈트너 리턴(Asa Vintner Litton)
- 마이클 스툴바그 - 조지 예먼
- 보리스 맥기버 - 앨릭샌더 코프로스
- 월턴 고긴스 - 웰스 A. 허친스
- 데이비드 워쇼프스키 - 윌리엄 허튼
- 마이클 스탠턴 케네디(Michael Stanton Kennedy) - 하이럼 프라이스
- 레이너 샤인 - 조시아 S. '꺽다리' 버튼(Josiah S. 'Beanpole' Burton)
- 크리스토퍼 에번 웰치 - 에드워드 맥퍼슨

공화당
- 핼 홀브룩 - 프랜시스 프레스턴 블레어
- 제임스 스페이더 - 윌리엄 N. 빌보
- 팀 블레이크 넬슨 - 리처드 셸
- 존 호크스 - 로버트 레이섬
- 브라이언 제닝스(Byron Jennings) - 몽고메리 블레어
- 줄리 화이트 - 엘리자베스 블레어 리
- S. 이페서 메커슨 - 리디아 스미스
- 웨인 듀발 - 블러프 웨이드
- 존 허튼(John Hutton) - 찰스 서머

남부맹방
- 재키 얼 헤일리 - 앨릭샌더 H. 스티븐스
- 그레고리 이친 - 존 아치볼드 캠벨
- 마이클 쉬플릿(Michael Shiflett) - 로버트 M. T. 헌터
- 크리스토퍼 보이어(Christopher Boyer) - 로버트 E. 리